# Sweet,bitter sweet〜YUMING BALLAD BEST
『sweet, bitter sweet 〜 YUMING BALLAD BEST』（スウィート・ビター・スウィート ユーミン・バラッド・ベスト）は、松任谷由実（ユーミン）初のバラード・セレクション・アルバム。2001年11月14日に東芝EMIより発売された（TOCT-24701/24702）。

## 解説
このアルバムの特徴として、荒井由実時代と松任谷由実時代の曲が一緒に収録された点が挙げられる。荒井由実時代の曲は、長い間アルファレコードが管理してきたが、同社のレコード事業撤退後は、2000年4月から東芝EMIで発売できるようになった。その利点を生かしてのバラード・ベストである。このアルバムの選曲の一部は松任谷由実のリクエストであるが、それ以外はスタッフがおこなった。また、タイトルは元々「bitter sweet」だったが、松任谷正隆の発案で最初に「sweet」が追加された。なお、松任谷正隆は松任谷由実の全てのベスト・アルバムに反対してきており、本作への抵抗の意味も込め、プロデュースの欄に名前が載っていない。関連作品として、詩集として出版された『yuming sweet』と『yuming bitter』という本がある。

## 収録曲
※は初回プレス限定盤（TOCT-24701A/24702A）のみ収録。

### DISC1
1. やさしさに包まれたなら（album version）
3rdシングル、2ndアルバム『MISSLIM』より。
ベスト・アルバム初収録
2. 瞳を閉じて
4thシングルc/w、2ndアルバム『MISSLIM』より。
3. 雨のステイション
3rdアルバム『COBALT HOUR』より。
ベスト・アルバム初収録
4. グッド・ラック・アンド・グッドバイ
4thアルバム『14番目の月』より。
ベスト・アルバム（CD）初収録
5. 中央フリーウェイ
4thアルバム『14番目の月』より。
ベスト・アルバム（CD）初収録
6. 卒業写真
3rdアルバム『COBALT HOUR』より。
ベスト・アルバム（CD）初収録
7. Hello,my friend
25thシングル、26thアルバム『THE DANCING SUN』より。
8. 守ってあげたい
17thシングル、12thアルバム『昨晩お会いしましょう』より。
9. 潮風にちぎれて
8thシングル
ベスト・アルバム（CD）初収録
10. 夕涼み
13thアルバム『PEARL PIERCE』より。
ベスト・アルバム初収録
11. acacia[アカシア]
31stアルバム『acacia』より。
ベスト・アルバム初収録
12. よそゆき顔で
14thシングルc/w、9thアルバム『時のないホテル』より。
ベスト・アルバム初収録
13. 翳りゆく部屋
7thシングル
14. 雨の街を
1stアルバム『ひこうき雲』より。
ベスト・アルバム初収録
15. ナビゲイター
9thシングルc/w
ベスト・アルバム（CD）初収録
16. 海を見ていた午後
2ndアルバム『MISSLIM』より。
ベスト・アルバム（CD）初収録

1 - 6、13、14、16曲目は荒井由実名義で作詞・作曲。他は松任谷由実名義で作詞・作曲。

### DISC2
1. A HAPPY NEW YEAR
18thシングルc/w、12thアルバム『昨晩お会いしましょう』より。
ベスト・アルバム初収録
2. ジャコビニ彗星の日
8thアルバム『悲しいほどお天気』より。
ベスト・アルバム初収録
3. NIGHT WALKER
14thアルバム『REINCARNATION』より。
ベスト・アルバム初収録
4. Autumn Park
18thアルバム『ALARM à la mode』より。
ベスト・アルバム初収録
5. シンデレラ・エクスプレス
17thアルバム『DA・DI・DA』より。
6. ダンデライオン〜遅咲きのたんぽぽ
19thシングル、15thアルバム『VOYAGER』より。
7. ノーサイド
16thアルバム『NO SIDE』より。
8. 静かなまぼろし
11thシングルc/w、6thアルバム『流線形'80』より。
ベスト・アルバム初収録
9. 消息
13thアルバム『PEARL PIERCE』より。
ベスト・アルバム初収録
10. 幸せになるために
34thシングル、31stアルバム『acacia』より。
ベスト・アルバム初収録
11. 霧雨で見えない
19thアルバム『ダイアモンドダストが消えぬまに』より。
ベスト・アルバム初収録
12. 雪だより
10thアルバム『SURF&SNOW』より。
ベスト・アルバム初収録
13. ロッヂで待つクリスマス
6thアルバム『流線形'80』より。
ベスト・アルバム初収録
14. One more Kiss
このアルバム唯一の新曲。当時、アメリカでのレコーディングの際、アメリカ同時多発テロ事件の影響で空港閉鎖になり、レコーディングの続行が危機的になったという裏話をもつ。ユーミンもライブツアーでそのことに触れて、「私の歌が社会を動かすことは難しいけど、聞いてくれる皆の心に残る歌を歌っていきたい」と語った。
15. 春よ、来い
26thシングル、26thアルバム『THE DANCING SUN』より。
16. あの日にかえりたい（acoustic version）※
小野リサのアコースティックギター演奏&バックコーラスによるボサノヴァ・ヴァージョン。後に小野自身もこの曲をカヴァーした。

16曲目のみ荒井由実名義で作詞・作曲。他は松任谷由実名義で作詞・作曲。

## 参加ミュージシャン
- One more kiss
  - ドラム : Vinnie Colaiuta
  - ベース : Leland Sklar
  - エレクトレック・ギター&アコースティック・ギター : Dean Parks
  - パーカッション : Michael Fisher
  - キーボード&プログラミング : 松任谷正隆
  - コーラス : 松任谷由実
- あの日にかえりたい（acoustic version）
  - アコースティック・ギター&コーラス : 小野リサ

その他楽曲のミュージシャンの記載なし。オリジナルアルバムを参照。